# Телешово (Псковская область)
Телешово — деревня в Невельском районе Псковской области России. Входит в состав Артёмовской волости. 

## География
Расположена в 8 км к югу от города Невель на побережье Невельского озера. Через деревню проходит автодорога М20 и соответствующий участок железной дороги (Невель — Витебск).

## Население
| 2001 | 2002 | 2010 |
| ---- | ---- | ---- |
| 32   | ↘22  | ↗36  |

Численность населения деревни по оценке на начало 2001 года составляла 32 человека.